# Joseph August Schultes
Joseph August Schultes (* 15. April 1773 in Wien; † 21. April 1831 in Landshut) war ein österreichischer Mediziner, Botaniker, Naturwissenschaftler und Reiseschriftsteller. Sein offizielles botanisches Autorenkürzel lautet „Schult.“ Schultes war königlich-bayerischer Hofrat und erster Direktor der Chirurgischen Schule in Landshut.

## Leben und Wirken
Schultes war Professor in Wien, Krakau und Innsbruck. Ab 1809 lehrte Schultes als Professor für Naturgeschichte und Botanik an der Universität Landshut. Als König Ludwig I. die Universität 1826 nach München holte, blieb Schultes als Direktor der Chirurgischen Schule in Landshut. Neben seiner wissenschaftlichen Arbeit verfasste er ausführliche Reiseberichte.
Gemeinsam mit Johann Jacob Römer gab er die „16. Auflage“ von Systema vegetabilium (1817–1830) heraus.
Schultes erster Sohn, Julius Hermann Schultes wurde ebenfalls Botaniker. Der zweite Sohn, ebenfalls Julius Hermann Schultes (1820–1887) war ein österreichischer Arzt und Botaniker.

### Tauchgerät
Schultes beschäftigte sich Ende des 18. Jahrhunderts unter anderem mit den Eigenschaften des Sauerstoffs und der Berechnung des Atemluftverbrauchs des Menschen. 1792 erfand er einen offenen Taucherhelm mit separater Versorgung mit komprimiertem Sauerstoff und war davon überzeugt, dass „diese Sache ins Grosse gehen kann“. Schultes selbst konnte das Gerät aufgrund verschiedener technischer Schwierigkeiten in Wien selbst nicht bauen, und auch bei seinen Freunden im Ausland, denen er die Idee anvertraute, fand er keine Hilfe.
Einige Jahre später wurden in England und Frankreich zwei fast baugleiche Tauchgeräte veröffentlicht, die nach der Überzeugung von Schultes nach seinen Ideen entstanden sind. Für Schultes, der inzwischen in Landshut wohnte, begann damit ein Kampf um das Vorrecht an seiner Erfindung, der bis zu seinem Tod anhielt.
Heute muss Joseph August Schultes als bedeutender Techniker und Naturwissenschaftler gesehen werden, der nicht nur bereits 1792 und damit als erster die Idee hatte, in Druckluftflaschen komprimierte Luft zur Versorgung von Tauchern, Taucherglocken und Unterseebooten einzusetzen, sondern auch mit seinem Vorschlag, reinen Sauerstoff zum Tauchen zu verwenden, vielen anderen Erfindern voraus war.

## Ehrungen
Noch zu Schultes Lebzeiten wurden in mehreren Pflanzenfamilien neue Gattungen aufgestellt und ihm zu Ehren Schultesia benannt. Der heute akzeptierte Gattungsname Schultesia wurde 1826 durch Martius geschaffen und gehört zur Familie der Enziangewächse (Gentianaceae). Verworfene Gattungsnamen Schultesia gehörten zu den Familien der Fuchsschwanzgewächse (Amaranthaceae), der Glockenblumengewächse (Campanulaceae) und der Süßgräser (Poaceae).
Er ist Namensgeber der Schultessteine am Königssee.
Schultes war Mitglied
- der kaiserlichen Akademie der Wissenschaften zu Turin,
- der königlichen Akademie in Schweden,
- der königlichen Gesellschaft der Wissenschaften in Göttingen,[4]
- der Wetterau’schen Gesellschaft für die gesamte Naturgeschichte,
- der Gesellschaft zur Beförderung der gesamten Naturwissenschaften zu Marburg,
- der botanischen Gesellschaften zu Regensburg und Altenburg,
- der Großherzoglichen Mineralogischen Societät zu Jena,
- der Zürcher und Genfer naturforschenden Gesellschaft,
- der Erlanger kameralistisch-ökonomischen Societät,
- der Société pour l’enseignement zu Paris,
- des ärztlichen Kunstvereins,
- des pharmazeutischen Vereins in Bayern,
- des Württembergischen Landwirtschaftlichen Vereins

und mehrerer anderer in- und ausländischen Gesellschaften.

## Schriften (Auswahl)
- Flora austriaca. 2 Teile, Wien 1874 (Teil 1, Teil 2) – anonym.
  - Neue Auflage. Wien 1800.
  - 2. umgearbeitete, vermehrte und verbesserte Auflage: Österreichs Flora. 2 Teile, Wien 1814 (Teil 1, Teil 2).
- Reisen durch Oberösterreich in den Jahren 1794, 1795, 1802, 1803, 1804 und 1808. 2 Bände, Cotta, Tübingen 1809 (Band 1, Band 2).
- Ausflüge nach dem Schneeberge in Unterösterreich.
  - 1. Auflage. Wien 1802 (Digitalisat).
  - 2. Auflage. 2 Teile, Wien 1807 (Teil 1, Teil 2).
- Reise auf den Glockner. 4 Bände, J. V. Degenm, Wien 1804 (Band 1, Band 2, Band 3, Band 4).
- Catalogus I. plantarum horti bot. C.R. Universitatis Cracoviensis anno mdcccvi. Krakau 1806 (Digitalisat).
- Observationes botanicae in Linnea Species plantarum ex editione C. L. Willdenow. Innsbruck 1809 (Digitalisat).
- Baiern’s Flora. Vollständige Beschreibung der im Königreiche Baiern wildwachsenden Pflanzen […] I. Centurie.  Philipp Krüll, Landshut 1811 (Digitalisat).
- Anleitung zum gründlichen Studium der Botanik, zum Gebrauche bey Vorlesungen und zum Selbstunterrichte  […].  Schaumburg und Compagnie, Wien 1817 (Digitalisat).
- Caroli a Linné equitis Systema vegetabilium secundum classes ordines genera species. Cum characteribus, differentiis et synonymiis. 7 Bände, Cotta, Stuttgart 1817–1830.
  - Band 1, Cotta, Stuttgart 1817 (Digitalisat) – mit Johann Jacob Römer.
  - Band 2, Cotta, Stuttgart 1817 (Digitalisat) – mit Johann Jacob Römer.
  - Band 3, Cotta, Stuttgart 1818 (Digitalisat) – mit Johann Jacob Römer.
  - Band 4, Cotta, Stuttgart 1819 (Digitalisat) – mit Johann Jacob Römer.
  - Band 5, Cotta, Stuttgart 1819 (Digitalisat).
  - Band 6, Cotta, Stuttgart 1820 (Digitalisat) – mit Kurt Sprengel (Umbelliferae).
  - Band 7, Cotta, Stuttgart 1829–1830 (Teil 1, Teil 2) – mit Julius Hermann Schultes.
- Mantissa […] Systematis vegetabilium Caroli a Linné […]. 3 Bände, J. C. Cotta, Stuttgart 1822–1827 (Band 1, Band 2, Band 3) – Band 3 mit Julius Hermann Schultes.
- Donau-Fahrten. Handbuch für Reisende auf der Donau. 2 Bände, 1819–1827:
  - Wien 1819 (Band 1).
  - Stuttgart / Tübingen 1827 (Band 2)

Zeitschriftenbeiträge
- Neue Taucher-Maschine. In: Polytechnisches Journal. Band 18, 1825, S. 176–186 (Digitalisat).